# Generals Kiev
Generals Kiev (ukrainska:Дженералз Київ) är en ishockeyklubb från Kiev, Ukraina. Klubben bildades 2013, men är för närvarande inaktiv.